# Malacoglanis
Malacoglanis is een monotypisch geslacht van straalvinnige vissen uit de familie van de parasitaire meervallen (Trichomycteridae).

## Soort
- Malacoglanis gelatinosus Myers & Weitzman, 1966